# Cemitério do Campo Grande
Cemitério do Campo Grande é uma das 22 necrópoles mantida pelo serviço funerário municipal de São Paulo. Localiza-se no distrito de Campo Grande, na Zona Sul da cidade São Paulo.

## História
Localizado na zona Sul de São Paulo, foi fundado em 1953 pela Prefeitura de São Paulo para atender as necessidades dos moradores da Zona Sul quanto ao sepultamento de familiares. Possui uma área de 138.912 km, e está localizado na Avenida Nossa Senhora do Sabará.

## Sepultados Ilustres
- Rafael Miguel, ator brasileiro [3].
- Faria Lima, ex-prefeito de São Paulo [4]
- Sabotage, cantor e rapper brasileiro
- Emmanuel Bezerra dos Santos, militante comunista
- Manuel Lisboa de Moura, estudante e militante brasileiro
- Sérgio Motta, Ministro das Comunicações [5]
- Santo Dias da Silva, operário e militante católico[6]
- Paulo Pompéia, ator brasileiro[7]
- Ody Fraga, diretor de cinema e roteirista
- Rafael de Carvalho, ator brasileiro
- Ruthinéa de Moraes, atriz brasileira[8]